# Sportler des Jahres (Österreich)

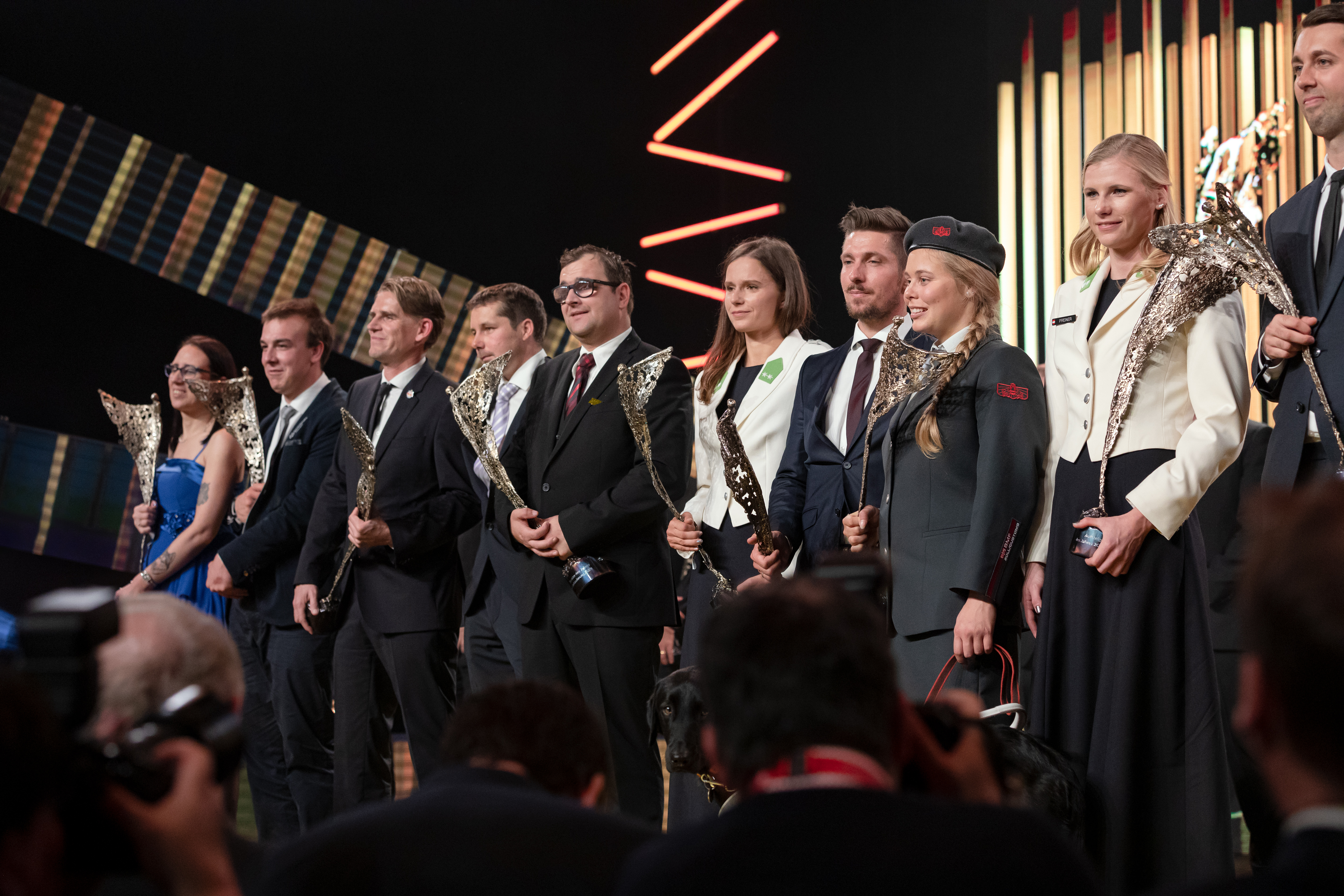
Die Sportler des Jahres 2019

Die Wahl der Sportler des Jahres in Österreich findet seit dem Jahr 1949 statt.
Die Preisträger in den Kategorien Sportler, Sportlerin, Mannschaft, Sportler und Sportlerin mit Behinderung sowie Special Olympics werden von fast 400 Mitgliedern von Sports Media Austria (SMA), der Vereinigung der österreichischen Sportjournalisten, in geheimer Wahl bestimmt. 2019 erhielt die dabei vergebene Trophäe zu Ehren Niki Laudas den Namen Niki.

## Organisation

### Historischer Hintergrund

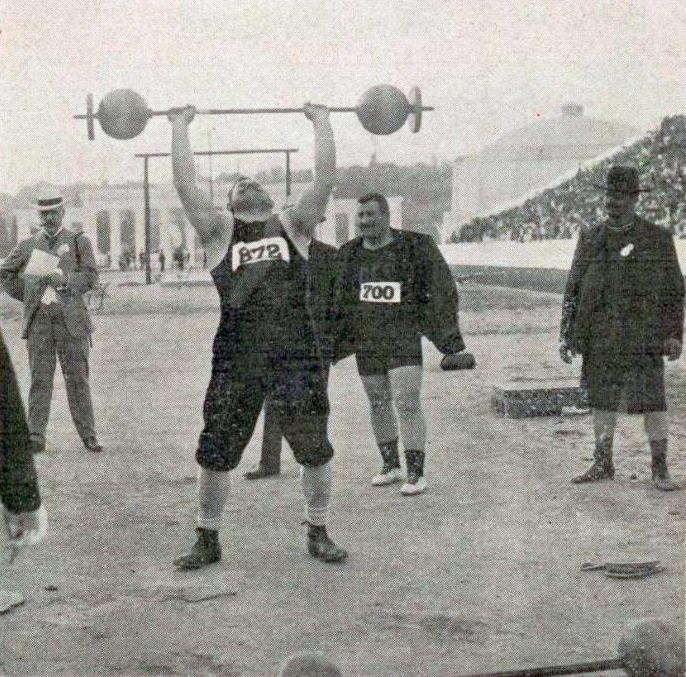
Josef Steinbach, Olympische Zwischenspiele 1906

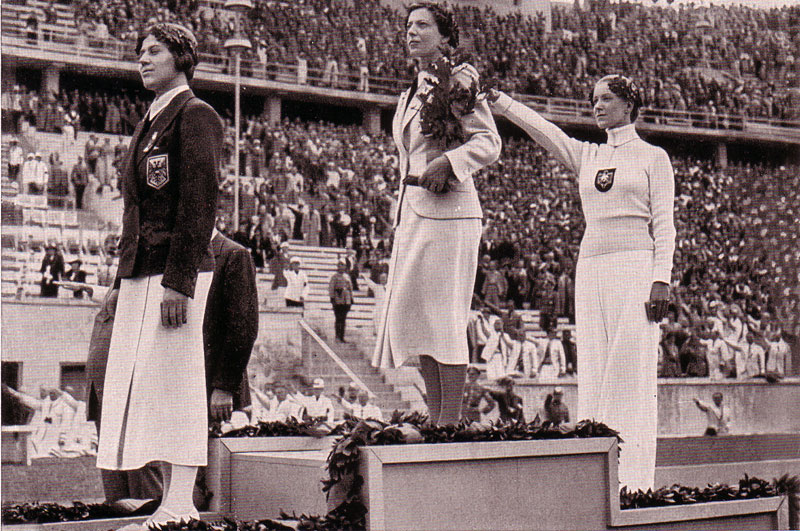
Ellen Preis (links), Olympische Sommerspiele 1936

Der Beginn des Sports in Österreich wird historisch mit der ersten Hälfte des 19. Jahrhunderts angesetzt. Während der Moderne galt es noch als vornehm, einem Fahrradclub anzugehören.
Unmittelbar vor der Jahrhundertwende war der Sport dann endgültig nicht mehr nur den Adeligen vorbehalten und es kam in Österreich zu den ersten Verbandsgründungen.
Als erster österreichischer „Sportstar“ trat der Wiener Stemmer Josef Steinbach (* 1879; † 1937) in Erscheinung. Nach ihm galten der Eiskunstläufer Karl Schäfer, Felix Kaspar und Liselotte Landbeck sowie die Fechterin Ellen Preis für einige Jahre als die national und international erfolgreichsten österreichische Sportler.

Bereits in den 1920er Jahren lagen auch die Fußballer in der Gunst des Publikums schon ganz vorne und leiteten so etwas wie eine Form der „Heldenverehrung“ ein, welche mit dem „österreichischen Wunderteam“ rund um Kapitän Matthias Sindelar (* 1903; † 1939) zu Beginn der 1930er Jahre einen ersten Höhepunkt erreichte.
Nach Gründung des SC Hakoah Wien im Jahr 1909 zählte neben Fußball und Wasserball das Schwimmen an die 30 Jahre zu den populärsten Sportarten Österreichs.
1935 wurde die Schwimmerin Judith Deutsch (* 1918; † 2004) als Anerkennung für ihre sportlichen Leistungen als erste Frau zu „Österreichs Sportlerin des Jahres“ gekürt.
Nach Ende der Besatzungszeit in Österreich wurde das Alpinskifahren, beginnend mit Toni Sailer ab 1956, aufgrund zahlreicher Erfolge der Sportlerinnen und Sportler eine der populärsten Sportarten Österreichs. Daneben findet vor allem Fußball weiterhin große mediale Aufmerksamkeit. Auch in Abhängigkeit von sportlichen Erfolgen gefolgt von Tennis, Golf u. a.

### Offizielle Wahlen seit 1949
Seit dem Jahr 1949 findet in Österreich eine offizielle Wahl zum „Sportler des Jahres“ statt. Es werden jährlich Athleten für die verschiedenen Kategorien nominiert und die Preisträger durch Mitglieder der Vereinigung österreichischer Sportjournalisten (Sports Media Austria) in geheimer Wahl bestimmt. Bis 1955 und ab 1974 wurden jeweils ein Sportler und eine Sportlerin ausgezeichnet. In den Jahren 1956 bis 1973 wurde der Titel geschlechtsunabhängig nur an eine Persönlichkeit pro Jahr vergeben. 1978 und 1979 sowie seit 1990 werden auch Preise in der Kategorie Mannschaft vergeben. Im Lauf der Jahre wurde noch weitere Kategorien eingeführt. Seit 1999 erfolgt die Ehrung der Sportler des Jahres im Rahmen der Lotterien Sporthilfe-Gala „Nacht des Sports“; die Österreichischen Lotterien sind gemäß der gesetzlich festgelegten Statuten verpflichtet, einen Teil ihres Gewinns der Sporthilfe zur Verfügung zu stellen.
Von 2007 bis 2012 fand die Gala in der Austria Trend Eventhotel Pyramide in Vösendorf statt. Mehrere Jahre diente dann das Vienna International Centre als Veranstaltungsort und seit 2017 die Marx-Halle in Wien. Die Fernsehübertragung erfolgt, seit Mitte der 2000er-Jahre moderiert von Mirjam Weichselbraun und Rainer Pariasek, live durch den ORF.
Die seit 2004 an die Preisträger vergebenen Trophäen werden von dem Metallkünstler Stefan Gahr, der ehemals selbst Judo als Leistungssport betrieb, hergestellt. Sie stellen in sich ähnelnder Form eine aufstrebende menschliche Figur dar, sind dabei aber jeweils Einzelanfertigungen. Seit 2019 trägt die Skulptur den Namen „Niki“, benannt nach dem im Mai 2019 verstorbenen Autorennfahrer Niki Lauda.

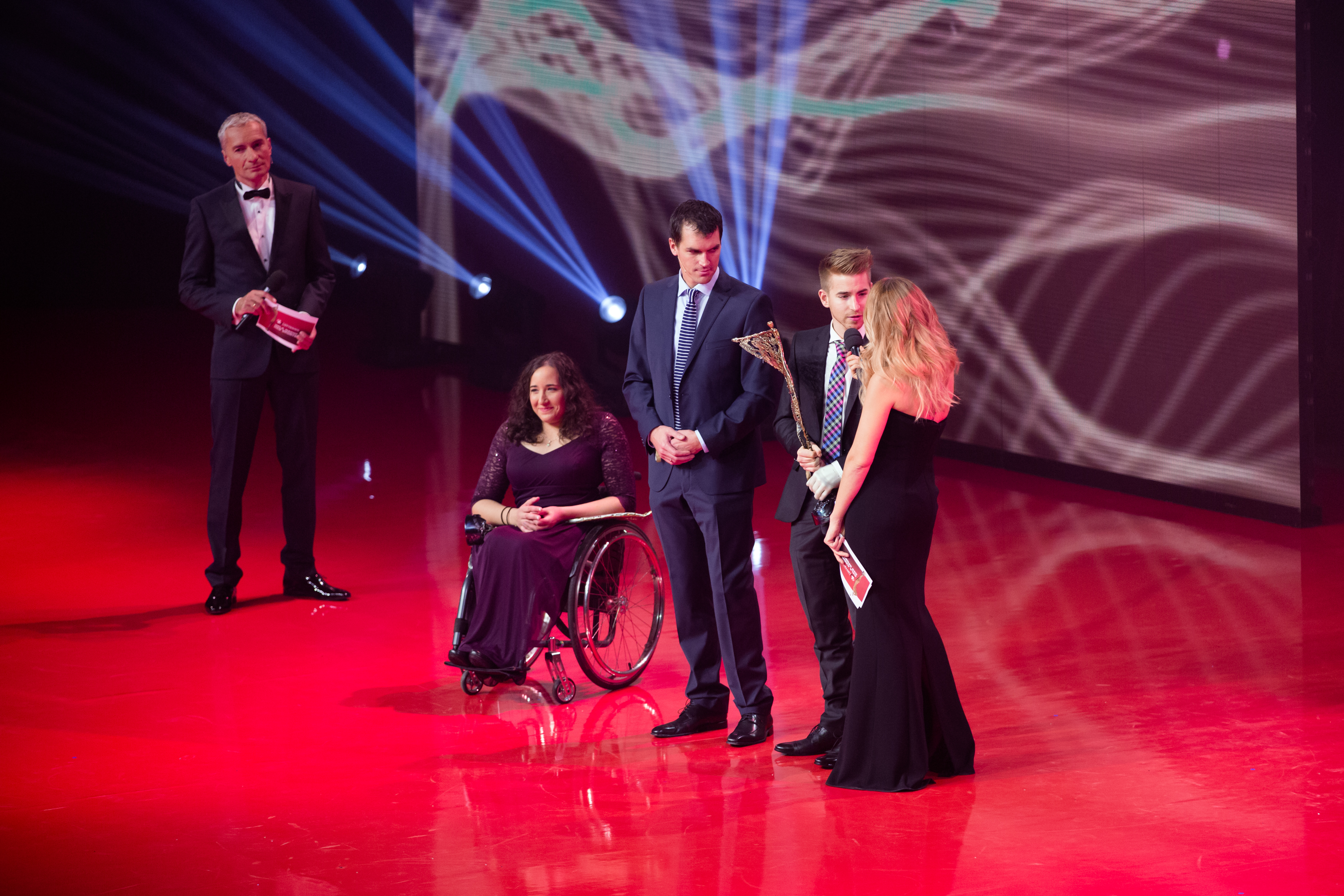
Claudia Lösch und Patrick Mayrhofer, Sportler des Jahres mit Behinderung 2015, mit Laudator Matthias Lanzinger sowie Mirjam Weichselbraun und Rainer Pariasek

### „Behindertensportler des Jahres“ sowie „Special Olympics“ seit 2001
Seit 2001 wird auch je ein Preis in den Kategorien Behindertensportler und Behindertensportlerin des Jahres sowie Special Olympics für Menschen mit geistiger Behinderung und Mehrfachbehinderung vergeben. Seit 2003 werden zudem auch Special Awards vergeben, mit denen besondere Leistungen oder das sportliche Lebenswerk ausgezeichnet wird.

### „Aufsteiger des Jahres“ seit 2007
Der Preis für die weibliche oder den männlichen „Aufsteiger des Jahres“ wird seit 2007 von Sportfans in einer Internet-Abstimmung gewählt und seitdem an erfolgreiche Nachwuchssportler vergeben.

### „Sportler mit Herz“ seit 2013
Seit 2013 gibt es auch die Kategorie Sportler mit Herz, in der humanitäres und soziales Engagement geehrt wird.

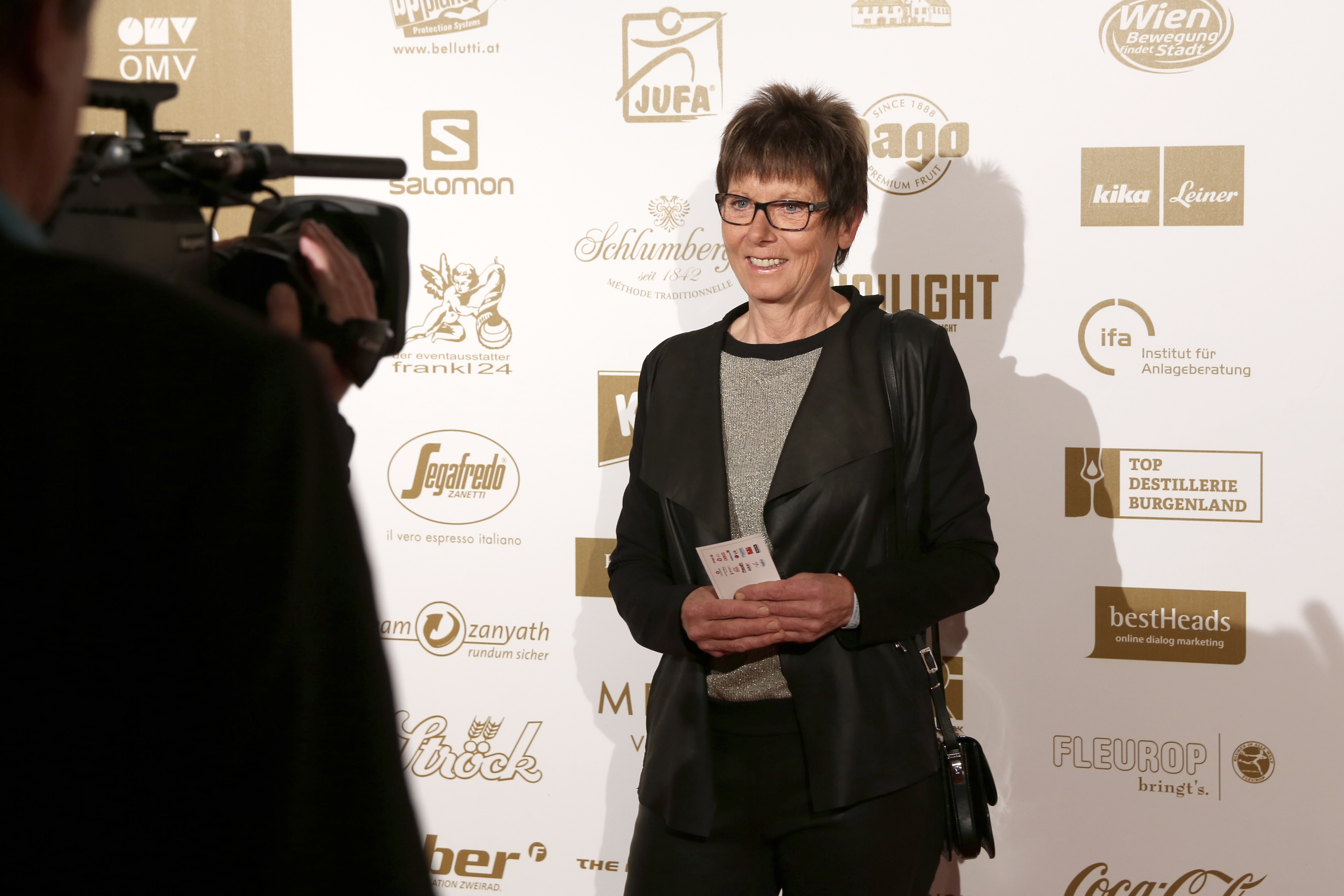
Annemarie Moser-Pröll, 7-fache Preisträgerin (2014)

## Titelträger
Als bisher erfolgreichste Sportler wurden ausgezeichnet:
- Annemarie Moser-Pröll und Claudia Lösch: je 7-mal
- Marcel Hirscher, FC Red Bull Salzburg und die Nationalmannschaft Skispringen: je 6-mal
- Andrea Scherney: 5-mal
- Thomas Geierspichler und Hermann Maier sowie die Nationalmannschaft Fußball: je 4-mal
- David Alaba, Anna Gasser, Mirna Jukić, Franz Klammer, Armin Kogler, Petra Kronberger, Toni Sailer, Markus Salcher, Karl Schranz, Peter Seisenbacher und Anna Veith: je 3-mal

### Preisträger
| Jahr                                                                  | Sportler                                                   | Sportlerin                                                 | Mannschaft                                             | Aufsteiger                               | Behindertensportler                          | Behindertensportlerin              | Special Olympics                                          |
| --------------------------------------------------------------------- | ---------------------------------------------------------- | ---------------------------------------------------------- | ------------------------------------------------------ | ---------------------------------------- | -------------------------------------------- | ---------------------------------- | --------------------------------------------------------- |
| 2024                                                                  | Valentin Bontus Segeln                                     | Victoria Hudson Leichtathletik                             | Lukas Mähr und Lara Vadlau Segeln                      | Constantin Möstl Handball                | Thomas Frühwirth Radsport -2-                | Natalija Eder Leichtathletik       | Veronika Kaube/Simon Berchtold Eisschnelllauf/Ski alpin   |
| 2023                                                                  | Felix Gall Radsport                                        | Eva Pinkelnig Skispringen                                  | Nationalmannschaft Fußball -5-                         | Felix Gall Radsport                      | Thomas Frühwirth Radsport                    | Veronika Aigner Ski alpin -3-      | Hans-Peter Fleck/Cornelia Zehner Radsport                 |
| 2022                                                                  | David Alaba Fußball -3-                                    | Anna Gasser Snowboard -3-                                  | FC Red Bull Salzburg Fußball -6-                       | Johannes Strolz Ski alpin                | Johannes Aigner Ski alpin                    | Veronika Aigner Ski alpin -2-      | Cecily Hoyos/Jürgen Rojko Reitsport/Tennis                |
| 2021                                                                  | Vincent Kriechmayr Ski Alpin                               | Anna Kiesenhofer Rad                                       | FC Red Bull Salzburg Fußball -5-                       | Johannes Lamparter Nordische Kombination | Walter Ablinger Handbike                     | Carina Edlinger Skilanglauf -2-    | Sarah-Maria Baumegger/Alexander Flechl Schwimmen/Golf     |
| 2020                                                                  | Dominic Thiem Tennis                                       | Ivona Dadic Leichtathletik                                 | FC Red Bull Salzburg Fußball -4-                       |                                          | Markus Salcher Ski Alpin -3-                 | Veronika Aigner Ski Alpin          | Sabrina Bichlmair/Lukas Kaufmann Eisschnelllauf/Ski Alpin |
| 2019                                                                  | Marcel Hirscher Ski Alpin -6-                              | Vanessa Herzog Eisschnelllauf                              | FC Red Bull Salzburg Fußball -3-                       | Verena Preiner Leichtathletik            | Josef Lahner Ski Alpin                       | Carina Edlinger Skilanglauf        | Gabriele Kopf/Paul Vogl Schwimmen/Judo                    |
| 2018                                                                  | Marcel Hirscher Ski Alpin -5-                              | Anna Gasser Snowboard -2-                                  | FC Red Bull Salzburg Fußball -2-                       | David Gleirscher Rodeln                  | Thomas Geierspichler Triathlon, Handbike -4- | Claudia Lösch Ski Alpin -7-        | Romana Zablatnik Schwimmen                                |
| 2017                                                                  | Marcel Hirscher Ski Alpin -4-                              | Anna Gasser Snowboard                                      | Frauen-Nationalmannschaft Fußball                      | Stephanie Venier Ski Alpin               | Markus Salcher Ski Alpin -2-                 | Claudia Lösch Ski Alpin -6-        | Werner Stadelwieser Schneeschuhlauf                       |
| 2016                                                                  | Marcel Hirscher Ski Alpin -3-                              | Eva-Maria Brem Ski Alpin                                   | Thomas Zajac und Tanja Frank Segeln                    | Lukas Weißhaidinger Leichtathletik       | Pepo Puch Pferdesport                        | Natalija Eder Leichtathletik       | Manuel Auer Skilanglauf                                   |
| 2015                                                                  | Marcel Hirscher Ski Alpin -2-                              | Anna Veith Ski Alpin -3-                                   | Nationalmannschaft Fußball -4-                         | Stefan Kraft Skispringen                 | Patrick Mayrhofer Snowboard                  | Claudia Lösch Ski Alpin -5-        | Jochen Hugmann Tischtennis                                |
| 2014                                                                  | David Alaba Fußball -2-                                    | Anna Veith Ski Alpin -2-                                   | Lara Vadlau und Jolanta Ogar Segeln                    | Thomas Diethart Skispringen              | Markus Salcher Ski Alpin                     | Claudia Lösch Ski Alpin -4-        | Alexander Radin Leichtathletik                            |
| 2013                                                                  | David Alaba Fußball                                        | Anna Veith Ski Alpin                                       | Doris Schwaiger und Stefanie Schwaiger Beachvolleyball | Riccardo Zoidl Radsport                  | Matthias Lanzinger Ski Alpin                 | Claudia Lösch Ski Alpin -3-        | Teresa Breuer Ski Alpin                                   |
| 2012                                                                  | Marcel Hirscher Ski Alpin                                  | Marlies Schild Ski Alpin                                   | Nationalmannschaft Skispringen -6-                     | Beate Schrott Leichtathletik             | Günther Matzinger Leichtathletik             | Heidi Mackowitz Ski Alpin          | Anna-Maria Manolakas Eiskunstlauf                         |
| 2011                                                                  | Thomas Morgenstern Skispringen -2-                         | Elisabeth Görgl Ski Alpin                                  | Nationalmannschaft Skispringen -5-                     | Anna Fenninger Ski Alpin                 | Martin Falch Triathlon                       | Claudia Lösch Ski Alpin -2-        | Isabella Szele Reiten                                     |
| 2010                                                                  | Jürgen Melzer Tennis                                       | Andrea Fischbacher Ski Alpin                               | Nationalmannschaft Nordische Kombination -3-           | Matthias Schwab Golf                     | Georg Tischler Leichtathletik                | Claudia Lösch Ski Alpin            | Thomas Praxmarer Ski Alpin                                |
| 2009                                                                  | Wolfgang Loitzl Skispringen                                | Mirna Jukić Schwimmen -3-                                  | Nationalmannschaft Skispringen -4-                     | Johanna Ernst Sportklettern              | Robert Meusburger Ski Alpin                  | Sabine Gasteiger Ski Alpin -2-     | Sabine Haller Eisschnelllauf                              |
| 2008                                                                  | Thomas Morgenstern Skispringen                             | Mirna Jukić Schwimmen -2-                                  | Nationalmannschaft Skispringen -3-                     | Ümit Korkmaz Fußball                     | Thomas Geierspichler Rollstuhlfahren -3-     | Andrea Scherney Leichtathletik -5- | Christian Kornhauser Eiskunstlauf                         |
| 2007                                                                  | Thomas Vanek Eishockey                                     | Nicole Hosp Ski Alpin                                      | U20-Nationalmannschaft Fußball                         | Gregor Schlierenzauer Skispringen        | Bil Marinkovic Leichtathletik                | Andrea Scherney Leichtathletik -4- | Alois Walter Radsport -2-                                 |
| 2006                                                                  | Benjamin Raich Ski Alpin                                   | Michaela Dorfmeister Ski Alpin -2-                         | Nordische Kombinierer Nordische Kombination            |                                          | Alexander Hohlrieder Radsport                | Sabine Gasteiger Ski Alpin         | Alois Walter Radsport Joana Bucur Leichtathletik          |
| 2005                                                                  | Georg Totschnig Radsport                                   | Renate Götschl Ski Alpin -2-                               | Nationalmannschaft Skispringen -2-                     |                                          | Wolfgang Eibeck Radsport                     | Andrea Scherney Leichtathletik -3- | Gertrude Slama Schneeschuhlauf                            |
| 2004                                                                  | Markus Rogan Schwimmen                                     | Kate Allen Triathlon                                       | Roman Hagara / Hans-Peter Steinacher Segeln -2-        |                                          | Thomas Geierspichler Rollstuhlfahren -2-     | Andrea Scherney Leichtathletik -2- | Patrick Wurzrainer Reiten                                 |
| 2003                                                                  | Werner Schlager Tischtennis                                | Michaela Dorfmeister Ski Alpin                             | Nationalmannschaft Nordische Kombination -2-           |                                          | Oliver Anthofer Langlauf, Biathlon -2-       | Andrea Scherney Leichtathletik     | Manuela Mitterwallner Schwimmen                           |
| 2002                                                                  | Stephan Eberharter Ski Alpin -2-                           | Mirna Jukić Schwimmen                                      | Nationalmannschaft Nordische Kombination               |                                          | Thomas Geierspichler Rollstuhlfahren         | Danja Haslacher Ski Alpin          | Christoph Mathies Tennis                                  |
| 2001                                                                  | Hermann Maier Ski Alpin -4-                                | Stephanie Graf Leichtathletik -2-                          | Nationalmannschaft Skispringen                         |                                          | Oliver Anthofer Ski Nordisch                 | Gabriele Berghofer Ski Alpin       | Alexander Dick, Sylvia Raup Ski Alpin                     |
| 2000                                                                  | Hermann Maier Ski Alpin -3-                                | Stephanie Graf Leichtathletik                              | Roman Hagara / Hans-Peter Steinacher Segeln            |                                          |                                              |                                    |                                                           |
| 1999                                                                  | Hermann Maier Ski Alpin -2-                                | Alexandra Meissnitzer Ski Alpin -2-                        | Herren-Langlauf-Staffel Skilanglauf                    |                                          |                                              |                                    |                                                           |
| 1998                                                                  | Hermann Maier Ski Alpin                                    | Alexandra Meissnitzer Ski Alpin                            | SK Sturm Graz Fußball                                  |                                          |                                              |                                    |                                                           |
| 1997                                                                  | Toni Polster Fußball                                       | Renate Götschl Ski Alpin                                   | Nationalmannschaft Fußball -3-                         |                                          |                                              |                                    |                                                           |
| 1996                                                                  | Andreas Goldberger Skispringen -2-                         | Theresia Kiesl Leichtathletik                              | SK Rapid Wien Fußball                                  |                                          |                                              |                                    |                                                           |
| 1995                                                                  | Thomas Muster Tennis -2-                                   | Ursula Profanter Kanu                                      | Vierer ohne Rudern                                     |                                          |                                              |                                    |                                                           |
| 1994                                                                  | Thomas Stangassinger Ski Alpin                             | Emese Hunyady Eisschnelllauf                               | SV Austria Salzburg Fußball                            |                                          |                                              |                                    |                                                           |
| 1993                                                                  | Andreas Goldberger Skispringen                             | Anita Wachter Ski Alpin                                    | Vierer ohne Rudern                                     |                                          |                                              |                                    |                                                           |
| 1992                                                                  | Patrick Ortlieb Ski Alpin                                  | Petra Kronberger Ski Alpin -3-                             | Viererbob Bobsport                                     |                                          |                                              |                                    |                                                           |
| 1991                                                                  | Stephan Eberharter Ski Alpin                               | Petra Kronberger Ski Alpin -2-                             | Nationalmannschaft Nordische Kombination               |                                          |                                              |                                    |                                                           |
| 1990                                                                  | Thomas Muster Tennis                                       | Petra Kronberger Ski Alpin                                 | Daviscup-Team Tennis                                   |                                          |                                              |                                    |                                                           |
| 1989                                                                  | Rudolf Nierlich Ski Alpin                                  | Ulrike Maier Ski Alpin                                     |                                                        |                                          |                                              |                                    |                                                           |
| 1988                                                                  | Peter Seisenbacher Judo -3-                                | Sigrid Wolf Ski Alpin -2-                                  |                                                        |                                          |                                              |                                    |                                                           |
| 1987                                                                  | Andreas Felder Skispringen                                 | Sigrid Wolf Ski Alpin                                      |                                                        |                                          |                                              |                                    |                                                           |
| 1986                                                                  | Michael Hadschieff Eisschnelllauf                          | Roswitha Steiner Ski Alpin                                 |                                                        |                                          |                                              |                                    |                                                           |
| 1985                                                                  | Peter Seisenbacher Judo -2-                                | Elisabeth Kirchler Ski Alpin                               |                                                        |                                          |                                              |                                    |                                                           |
| 1984                                                                  | Peter Seisenbacher Judo                                    | Edith Hrovat Judo                                          |                                                        |                                          |                                              |                                    |                                                           |
| 1983                                                                  | Franz Klammer Ski Alpin -3-                                | Gerda Winklbauer Judo                                      |                                                        |                                          |                                              |                                    |                                                           |
| 1982                                                                  | Armin Kogler Skispringen -3-                               | Claudia Kristofics-Binder Eiskunstlauf -2-                 |                                                        |                                          |                                              |                                    |                                                           |
| 1981                                                                  | Armin Kogler Skispringen -2-                               | Claudia Kristofics-Binder Eiskunstlauf                     |                                                        |                                          |                                              |                                    |                                                           |
| 1980                                                                  | Anton Innauer Skispringen                                  | Annemarie Moser-Pröll Ski Alpin -7-                        |                                                        |                                          |                                              |                                    |                                                           |
| 1979                                                                  | Armin Kogler Skispringen                                   | Annemarie Moser-Pröll Ski Alpin -6-                        | Nationalmannschaft Fußball -2-                         |                                          |                                              |                                    |                                                           |
| 1978                                                                  | Sepp Walcher Ski Alpin                                     | Annemarie Moser-Pröll Ski Alpin -5-                        | Nationalmannschaft Fußball                             |                                          |                                              |                                    |                                                           |
| 1977                                                                  | Niki Lauda Formel I                                        | Annemarie Moser-Pröll Ski Alpin -4-                        |                                                        |                                          |                                              |                                    |                                                           |
| 1976                                                                  | Franz Klammer Ski Alpin -2-                                | Brigitte Habersatter Ski Alpin                             |                                                        |                                          |                                              |                                    |                                                           |
| 1975                                                                  | Franz Klammer Ski Alpin                                    | Annemarie Moser-Pröll Ski Alpin -3-                        |                                                        |                                          |                                              |                                    |                                                           |
| 1974                                                                  | David Zwilling Ski Alpin                                   | Annemarie Moser-Pröll Ski Alpin -2-                        |                                                        |                                          |                                              |                                    |                                                           |
| 1973                                                                  | Annemarie Moser-Pröll - Ski Alpin                          | Annemarie Moser-Pröll - Ski Alpin                          |                                                        |                                          |                                              |                                    |                                                           |
| 1972                                                                  | Trixi Schuba - Eiskunstlauf                                | Trixi Schuba - Eiskunstlauf                                |                                                        |                                          |                                              |                                    |                                                           |
| 1971                                                                  | Ilona Gusenbauer - Leichtathletik                          | Ilona Gusenbauer - Leichtathletik                          |                                                        |                                          |                                              |                                    |                                                           |
| 1970                                                                  | Karl Schranz - Ski Alpin -3-                               | Karl Schranz - Ski Alpin -3-                               |                                                        |                                          |                                              |                                    |                                                           |
| 1969                                                                  | Liese Prokop - Leichtathletik                              | Liese Prokop - Leichtathletik                              |                                                        |                                          |                                              |                                    |                                                           |
| 1968                                                                  | Olga Pall - Ski Alpin                                      | Olga Pall - Ski Alpin                                      |                                                        |                                          |                                              |                                    |                                                           |
| 1967                                                                  | Emmerich Danzer - Eiskunstlauf -2-                         | Emmerich Danzer - Eiskunstlauf -2-                         |                                                        |                                          |                                              |                                    |                                                           |
| 1966                                                                  | Emmerich Danzer - Eiskunstlauf                             | Emmerich Danzer - Eiskunstlauf                             |                                                        |                                          |                                              |                                    |                                                           |
| 1965                                                                  | Kurt Presslmayr - Kajak                                    | Kurt Presslmayr - Kajak                                    |                                                        |                                          |                                              |                                    |                                                           |
| 1964                                                                  | Pepi Stiegler - Ski Alpin                                  | Pepi Stiegler - Ski Alpin                                  |                                                        |                                          |                                              |                                    |                                                           |
| 1963                                                                  | Heinrich Thun - Leichtathletik -2-                         | Heinrich Thun - Leichtathletik -2-                         |                                                        |                                          |                                              |                                    |                                                           |
| 1962                                                                  | Karl Schranz - Ski Alpin -2-                               | Karl Schranz - Ski Alpin -2-                               |                                                        |                                          |                                              |                                    |                                                           |
| 1961                                                                  | Heinrich Thun - Leichtathletik                             | Heinrich Thun - Leichtathletik                             |                                                        |                                          |                                              |                                    |                                                           |
| 1960                                                                  | Ernst Hinterseer - Ski Alpin                               | Ernst Hinterseer - Ski Alpin                               |                                                        |                                          |                                              |                                    |                                                           |
| 1959                                                                  | Karl Schranz - Ski Alpin                                   | Karl Schranz - Ski Alpin                                   |                                                        |                                          |                                              |                                    |                                                           |
| 1958                                                                  | Toni Sailer - Ski Alpin -3-                                | Toni Sailer - Ski Alpin -3-                                |                                                        |                                          |                                              |                                    |                                                           |
| 1957                                                                  | Toni Sailer - Ski Alpin -2- und Adolf Christian - Radsport | Toni Sailer - Ski Alpin -2- und Adolf Christian - Radsport |                                                        |                                          |                                              |                                    |                                                           |
| 1956                                                                  | Toni Sailer - Ski Alpin                                    | Toni Sailer - Ski Alpin                                    |                                                        |                                          |                                              |                                    |                                                           |
| 1955                                                                  | Gerhard Hanappi Fußball                                    | Hanna Eigel Eiskunstlauf                                   |                                                        |                                          |                                              |                                    |                                                           |
| 1954                                                                  | Rupert Hollaus Motorsport                                  | Fritzi Schwingl Kajak                                      |                                                        |                                          |                                              |                                    |                                                           |
| 1953                                                                  | Hermann Buhl Bergsteigen                                   | Trude Klecker Ski Alpin                                    |                                                        |                                          |                                              |                                    |                                                           |
| 1952                                                                  | Othmar Schneider Ski Alpin                                 | Trude Jochum-Beiser Ski Alpin                              |                                                        |                                          |                                              |                                    |                                                           |
| 1951                                                                  | Ernst Ocwirk Fußball                                       | Erika Mahringer Ski Alpin                                  |                                                        |                                          |                                              |                                    |                                                           |
| 1950                                                                  | Walter Zeman Fußball                                       | Dagmar Rom Ski Alpin                                       |                                                        |                                          |                                              |                                    |                                                           |
| 1949                                                                  | Richard Menapace Radsport                                  | Ellen Müller-Preis Fechten                                 |                                                        |                                          |                                              |                                    |                                                           |
| - 2008 - 2009 - 2010 - 2011 - 2012 - 2013 - 2014 - 2015 - 2016 - 2017 |                                                            |                                                            |                                                        |                                          |                                              |                                    |                                                           |

### Special Award

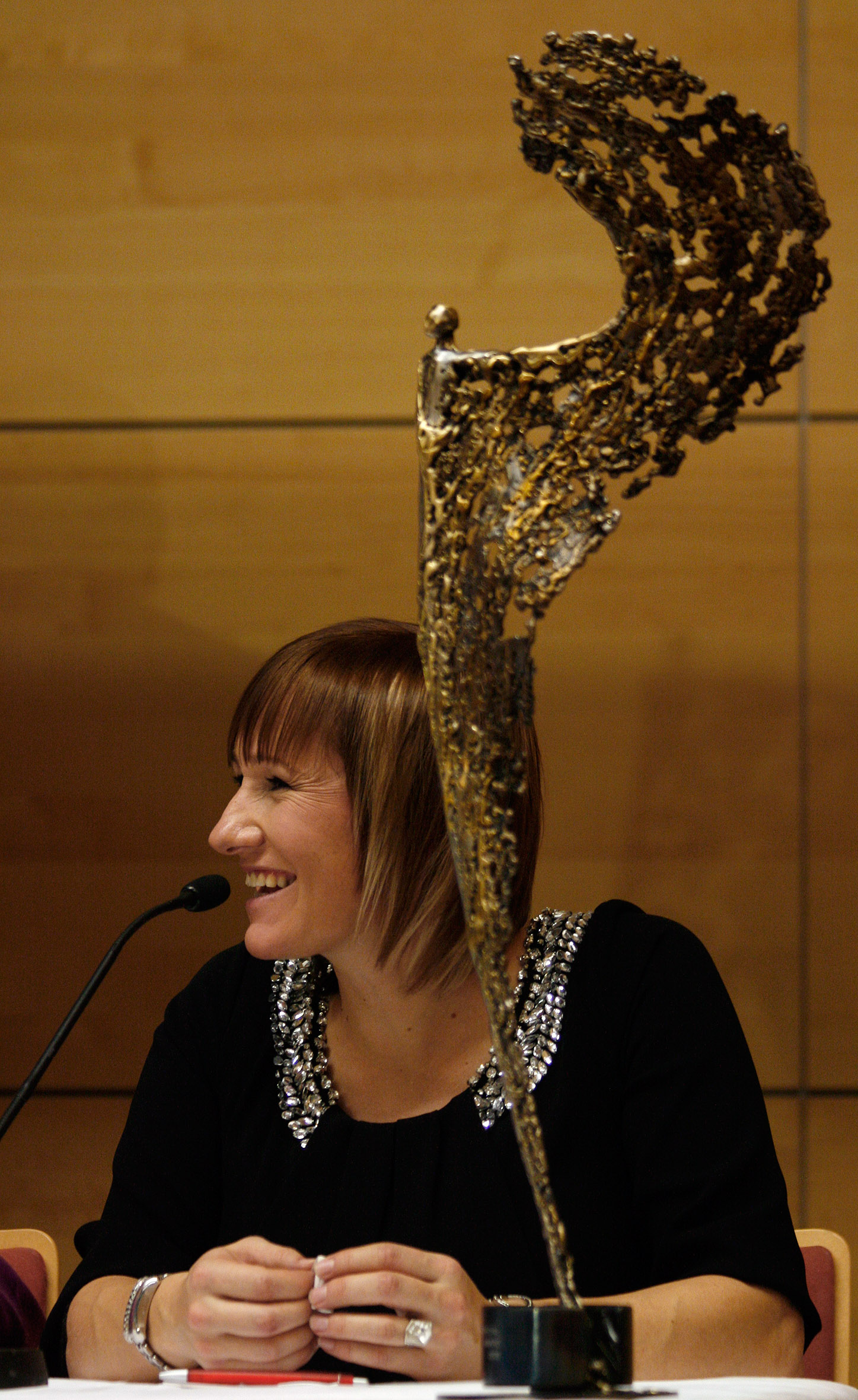
Renate Götschl, 2009 mit dem Special Award ausgezeichnet

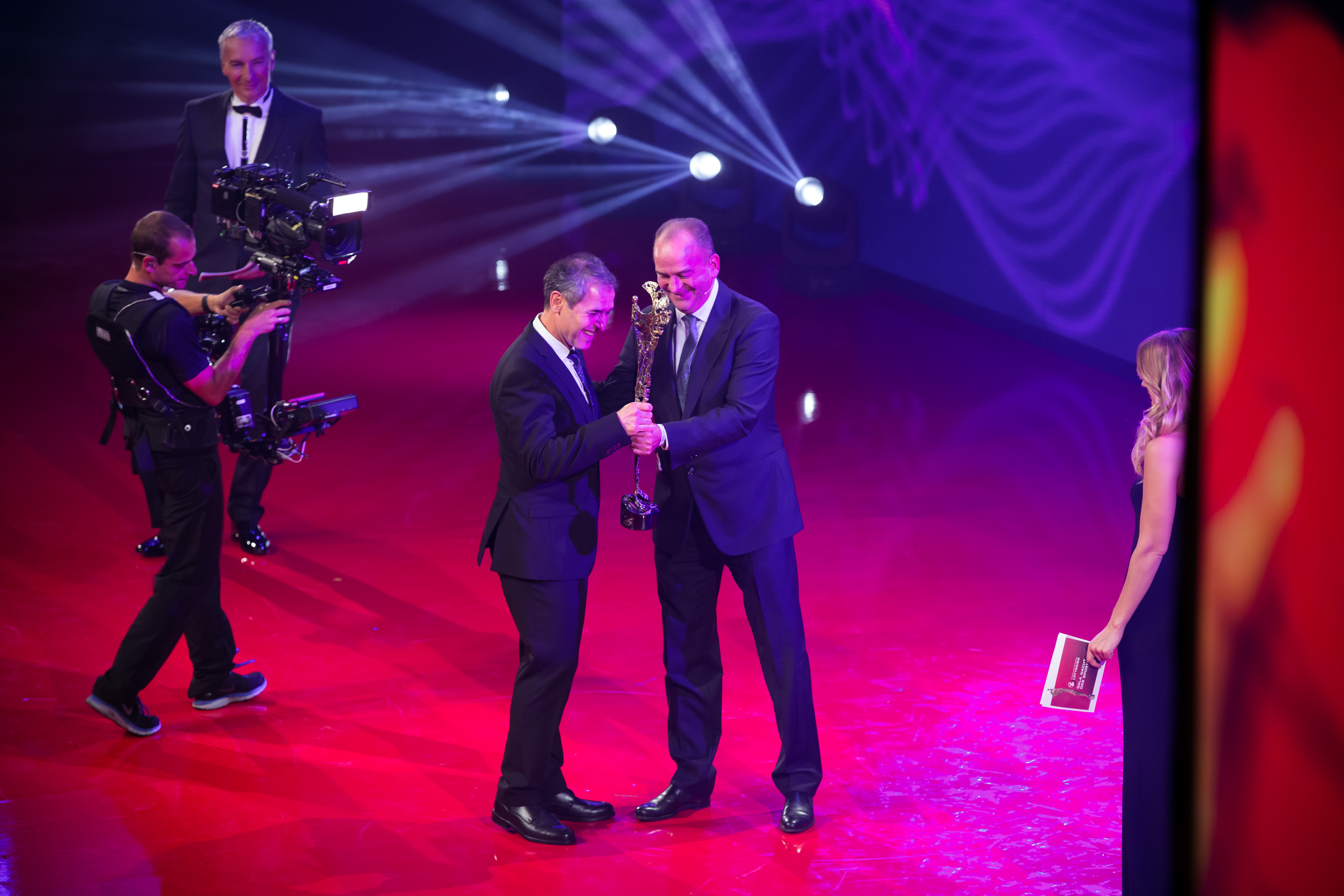
Marcel Koller mit dem Special Award 2015 und Laudator Herbert Prohaska

Den 2011 vakanten Special Award (nominiert war die Bergsteigerin Gerlinde Kaltenbrunner) wollten die Verantwortlichen von Sports Media Austria (SMA) und Sporthilfe im Jahr 2012 Felix Baumgartner zusprechen.
| Jahr | Sportlerin/Sportler                             | Sportart              | Anmerkungen der Jury  |
| ---- | ----------------------------------------------- | --------------------- | --------------------- |
| 2024 | Dominic Thiem                                   | Tennis                |                       |
| 2023 | Annemarie Moser-Pröll Franz Klammer Hans Krankl | Ski Alpin Fußball     |                       |
| 2022 | Arnold Schwarzenegger                           | Bodybuilder           | Lebenswerk            |
| 2015 | Marcel Koller                                   | Fußball               |                       |
| 2014 | Marlies Schild                                  | Ski Alpin             |                       |
| 2013 | Peter Schröcksnadel                             | –                     | Lebenswerk            |
| 2010 | Anton Innauer                                   | Skispringen           |                       |
| 2009 | Renate Götschl                                  | Ski Alpin             |                       |
| 2009 | Hermann Maier -2-                               | Ski Alpin             |                       |
| 2008 | Matthias Lanzinger                              | Ski Alpin             |                       |
| 2007 | Felix Gottwald                                  | Nordische Kombination |                       |
| 2006 | Niki Lauda                                      | Formel 1              |                       |
| 2005 | Andreas Goldberger                              | Skispringen           | Einzigartige Karriere |
| 2004 | Stephan Eberharter                              | Ski Alpin             |                       |
| 2003 | Hermann Maier                                   | Ski Alpin             | Comeback des Jahres   |

### Sportler mit Herz

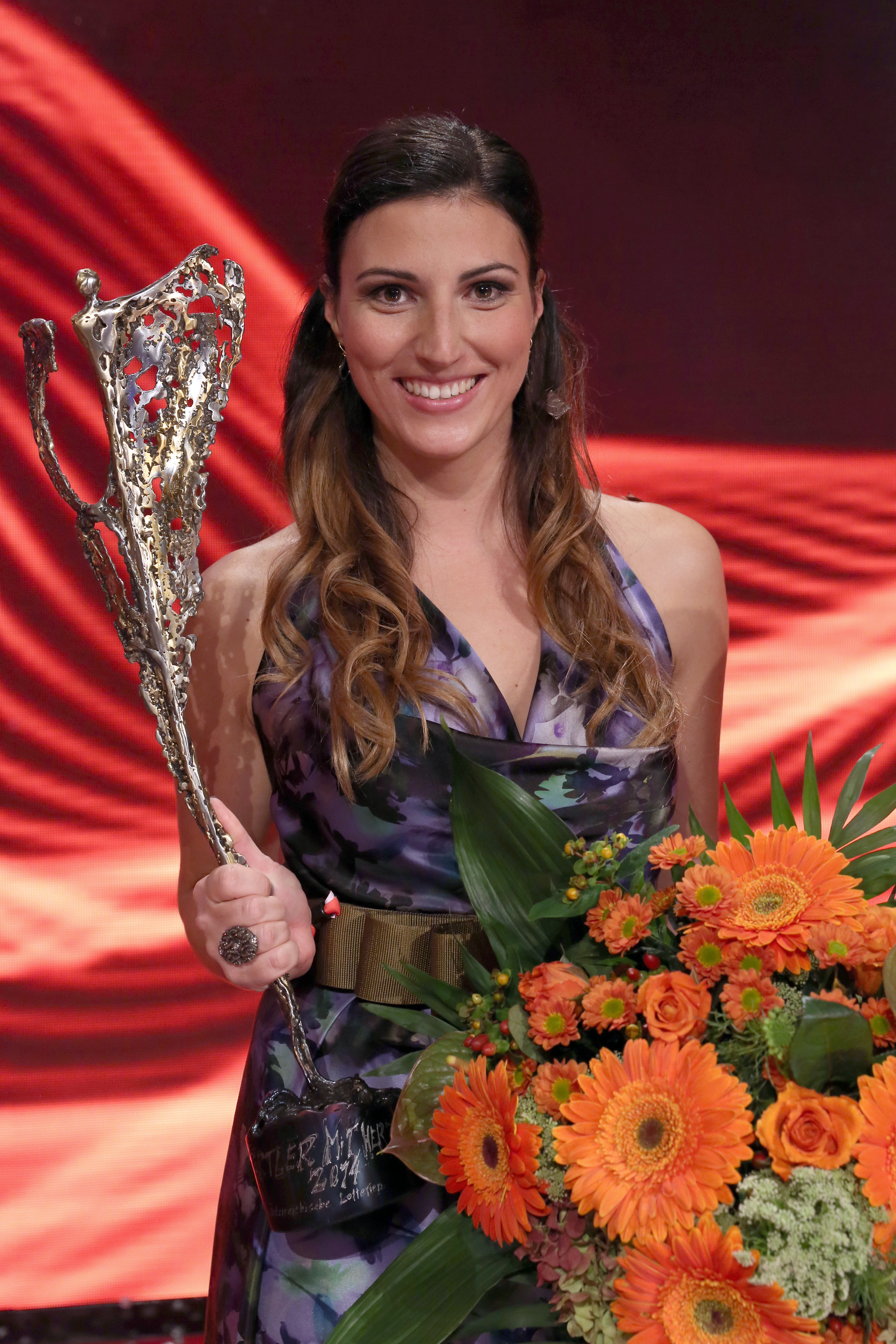
Mirna Jukić, Sportlerin mit Herz 2014

Seit 2013 gibt es die Kategorie „Sportler mit Herz“.
Hier wird humanitäres und soziales Engagement geehrt und das Siegerprojekt erhält von den Österreichischen Lotterien 5.000 Euro Prämie (Stand 2017). Die Dotation ist für das Projekt zweckgebunden.
| Jahr | Sportlerin/Sportler                                                  | Projekt                           |
| ---- | -------------------------------------------------------------------- | --------------------------------- |
| 2024 | Nico Langmann                                                        |                                   |
| 2023 | Michael Strasser                                                     |                                   |
| 2022 | Philipp Jelinek                                                      |                                   |
| 2020 | Nina Burger                                                          | Daheimkicker                      |
| 2019 | Christoph Vetchy                                                     | Vienna Charity Run                |
| 2018 | Michael Strasser                                                     | Racing4Charity                    |
| 2017 | Erich Artner                                                         | Charity Cycling Challenge         |
| 2016 | Peter Hackmair                                                       |                                   |
| 2015 | Wilhelm Lilge (Initiator), div. Profi- und rund 3.300 Hobby-Athleten | „Laufen für Kira“ (Kira Grünberg) |
| 2014 | Mirna Jukić                                                          | Mirno More                        |
| 2013 | Ulf Arlati                                                           | Handball-Marathon                 |

### Weitere Auszeichnungen
- 2022:
  - Trainerpersönlichkeit: Irene Fuhrmann[9]
  - Jugendsportpreis: Luka Mladenovic (Schwimmen), Elena Dengg (Judo) und Flora Oblasser (Klettern)[9]
- 2023:
  - Trainerpersönlichkeit: Albena Mladenova (Synchronschwimmen)
  - Sportmoment des Jahres: Sepp Straka (Golf/Ryder-Cup)
- 2024:
  - Trainerpersönlichkeit: Kilian Fischhuber (Klettern)
  - Sportmoment des Jahres: 3x3-Rollstuhl-Basketballer und 3x3-Männer-Team (Nico Kaltenbrunner, Enis Murati, Toni Blazan und Fabio Söhnel) mit EM-Gold in Wien
  - Special-NIKI: Sports-Media-Austria-Ehrenpräsident Michael Kuhn